# Битва під Копистирином
Битва під Копистирином —  бій між найманим королівським військом під проводом принца Яна Ольбрахта та п'ятитисячним загоном заволзьких татар посланих Османською державою, який відбувся 8 вересня 1487 коло села Копистирин на Поділлі. Польським силам вдалось завдати татарам поразки. У битві полягло близько 1500 татар, багатьох із тих, хто залишився живий, було взято до неволі і через Львів приведено до Кракова, де відбувся тріумфальний в'їзд до міста.